# Leon Gregory
Leonard Stuart Gregory, detto Leon (23 novembre 1932), è un ex velocista australiano.

## Palmarès
| Anno | Manifestazione  | Sede      | Evento  | Risultato | Prestazione | Note |
| ---- | --------------- | --------- | ------- | --------- | ----------- | ---- |
| 1956 | Giochi olimpici | Melbourne | 4×400 m | Argento   | 3'06"2      |      |